# Municipio de Gnesta
Gnesta (en sueco: Gnesta kommun) es un municipio en la provincia de Södermanland, al sureste de Suecia. Su sede se encuentra en la localidad de Gnesta. El municipio actual se creó en 1992, cuando se dividió el municipio de Nyköping (del cual había sido parte desde 1974).

## Localidades
Hay tres áreas urbanas (tätort) en el municipio:
| # | Tätort     | Población |
| - | ---------- | --------- |
| 1 | Gnesta     | 6248      |
| 2 | Björnlunda | 832       |
| 3 | Stjärnhov  | 577       |